# Hywel ap Owain
Hywel ap Owain co régent de Glywysing vers 990 à vers 1043

## Biographie
Hywel hérite d'une partie du Glywysing de son père Owain ap Morgan et il y règne conjointement avec ses frères Rhys et Iestyn qui décèdent avant lui. Le règne de Hywel est remarquablement long si l'on considère les menaces qui pèsent sur sa souveraineté  de la part des Danois qui pillent les cote du pays de Galles pendant cette période  et de l'expansionnisme de Llywelyn ap Seisyll qui réunit à cette époque les royaumes de Gwynedd et de Deheubarth et ambitionne de conquérir l'ensemble du pays de Galles. Après la mort de Llewellyn en 1023, le neveu d'Hywel Rhydderch ap Iestyn reprend son projet de conquête, s'empare du Deheubarth et se proclame « roi de Galles du sud  ». Hywell semble avoir peu pris part à ce projet  et de fait se trouve réduit au rang de roi vassal. Peu de temps après sa mort vers 1043 son fils Meurig ap Hywel reprend le gouvernement de ses domaines. Selon la tradition Hywel meurt à l'âge de 110 ans ! ce qui est inexact mais indique une longévité exceptionnelle pour ses contemporains. Il serait en fait mort octogénaire.